# Dea Herdželaš
Dea Herdželaš (7. studenoga 1996.) bosanskohercegovačka je tenisačica. Debitirala je za svoju bosanskohercegovačku Fed Cup reprezentaciju 2013. godine izgubivši od Britanke Anne Keothavong rezultatom 6:4 i 6:2.